# Pennantita
La pennantita és un mineral de la classe dels silicats (fil·losilicats) i que pertany al grup de les clorites. La seva fórmula química és (Mn₅Al)(Si₃Al)O10(OH)₈. Va ser descoberta en 1946, any en què Walter Campbell Smith, Frederick Allen Bannister i Max Hutchinson Hey li van donar aquest nom.
És un dels minerals més comuns de la clorita, junt amb el clinoclor i la chamosita.